# Илишени (Ботошани)
Илишени (рум. Ilișeni) насеље је у Румунији у округу Ботошани у општини Санта Маре. Oпштина се налази на надморској висини од 69 m.

## Становништво
Према подацима из 2002. године у насељу је живело 228 становника, од којих су сви румунске националности.